# Перечень Инглингов
Перечень Инглингов (др.-сканд. Ynglingatal) — скальдическая песнь о династии Инглингов, где рассказывается об обстоятельствах смерти и погребения тридцати поколений шведских предков норвежского конунга Рёгнвальда Досточтимого.
Песнь написана в стиле квидухатт скальдом конунга Рёгнвальда Тьодольвом из Хвинира, по мнению большинства учёных, в IX веке. Причиной написания песни могло стать желание Рёгнвальда возвести свою родословную к скандинавским богам через род шведских конунгов Инглинги, что, несомненно, делало честь норвежским правителям.
Песнь сохранилась в трёх версиях:
- в виде цитат в Саге об Инглингах — первой части «Круга земного», написанной Снорри Стурлусоном приблизительно в 1220 году;
- в Historia Norwegiæ — латинский перевод Перечня, по сути содержащий тот же текст, что и предыдущий источник;
- в Книге об исландцах — наиболее краткая версия от XII века, где содержится лишь перечень имён.

## Содержание
Песнь не сохранилась целиком, но, по-видимому, утрачена была лишь мифологическая часть родословной, возводившая род Инглингов к скандинавским богам — таким, как Фрейр и Ньёрд.
Перечень в стихотворной форме перечисляет все тридцать поколений Инглингов вплоть до Рёгнвальда. О существовании самого Рёгнвальда нам известно только из Перечня Инглингов и основанных на ней источников.
Во всех случаях даётся описание кончины того или иного члена рода, а в десяти случаях указывается и место их захоронения.

## Перечень Инглингов
| - ↓ Фьёльнир - ↓ Свейгдир - ↓ Ванланди - ↓ Висбур - ↓ Домальди - ↓ Домар - ↓ Дюггви - ↓ Даг Мудрый - ↓ Агни - ↓ Эйрик - → …Альрек |  | - ↓ Альрек - ↓ Ингви - ↓ Альв - ↓ Ёрунд - ↓ Аун Старый - ↓ Эгиль - ↓ Оттар - ↓ Адильс - ↓ Эйстейн - ↓ Ингвар Высокий - → …Энунд Дорога |  | - ↓ Энунд Дорога - ↓ Ингьяльд Коварный - ↓ Олав Лесоруб - ↓ Хальвдан Белая Кость - ↓ Эйстейн Гром - ↓ Хальвдан Щедрый на Золото и Скупой на Еду - ↓ Гудрёд Охотник - ↓ Олав Гейрстад-Альв - Рёгнвальд Достославный |

## Датировка
Споры об историчности изложенных в «Перечне» фактов ведутся начиная с XIX века.
В очередной раз датировка произведения была подвергнута в 1991 году. Норвежский филолог Клаус Краг выдвинул теорию о том, что «Перечень» был написан в XII веке как пропагандистское сочинение, подтверждавшее легитимность власти норвежских конунгов. Он утверждал, что «Перечень» был основан на учении о четырёх элементах Эмпедокла, в качестве которых выступали первые четыре члена династии. Также Краг указывал на эвгемеристику в повествовании в ранних частях. По его мнению, это доказывало то, что «Перечень Инглингов» должен был быть написан значительно позже IX века.
Подход Крага нашел значительный отклик в учёных кругах Скандинавии в 1990-х. Так, именно с этой точки зрения была написана статья о Перечне в Nationalencyklopedin.
Однако уже скоро эта теория была подвергнута резкой критике. Основной вопрос был в том, почему, если это была пропагандистская работа XII века, Перечень закончился на малоизвестном Рёгнвальде, а не на знаменитом Харальде Прекрасноволосом.
Также многие детали как исторического, так и лингвистического плана свидетельствовали не в пользу теории Крэга:
- в работе 1994 года Ханс Хёгердаль (швед. Hägerdal) указал, что такие места, как Бурре и Ширингссаль, в части повествовании о конунгах Вестфолла, были археологически важными в Эпоху Викингов, но не позже;
- в работе 2002 года американский учёный Кристофер Сапп (англ. Christopher D. Sapp) провёл сравнительное лингвистическое исследование Перечня и других поэм в стиле квидухатт и пришел к выводу, что часто употребимая в Перечне вставочная частица of вышла из употребления к XI веку. По его мнению, язык произведения в целом больше подходит IX и в меньшей степени X веку. Также им был опровергнута возможность более поздней имитации древнего стиля[2].
- в работе 2004 года Олоф Сундквист, проводивший наиболее полное и глубокое исследование Перечня Инглингов, указал на то, что в нём присутствует влияние шведской традиции во всём, что касается кеннингов, топонимов и имён собственных. Также встречается влияние традиции вендельской эпохи и более ранних периодов, как, например, роль конунга в качестве хранителя святилищ. Более того, большинство возражений Крага строились не на тексте Перечня, а на более поздней Саге об Инглингах. В целом Сундквист также пришёл к выводу, что Тьодольв написал произведение на основе шведской живой устной традиции в IX веке[3].